# 街道口
街道口是中華人民共和國湖北省武漢市洪山區的一個地區，大致範圍西起石牌嶺路，北至武漢大學文理學部，東至武漢職業技術學院，南至武漢理工大學馬房山校區。武珞路和珞獅路穿越街道口地區。街道口之名始於清朝。